# コック (家事使用人)

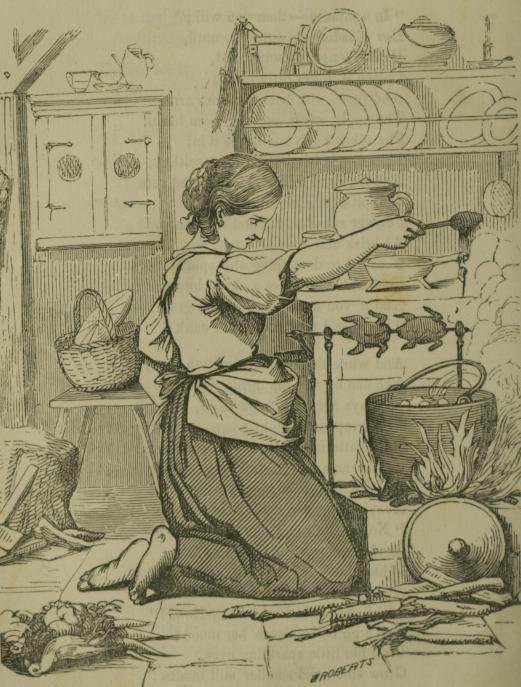
「不機嫌なコック (Disgruntled Cook)」と題された、1855年のイラスト。

コック（英語: cook）、ないし、プライベート・シェフ（英語: private chef）は、食品の調理を担当する家事使用人。

## 歴史
英語での家事使用人としてコック（cook）は、大邸宅 (Great house) の台所で働く者たちを指揮する長を指すこともあれば、調理もするハウスキーパーのような位置付けの低い、肉体労働としての要素が大きい者を指すこともある。
イングランドの大邸宅におけるコックは、伝統的に女性であったが、現代においてはコック長ないしシェフは、男女いずれの場合もあり得る。
イギリスの上流階級では妻たちが数十名もの家事使用人を監督する責任を負っていた。
コックは、日々の食事や献立の準備に責任をもち、パーティーなどの特別な機会の献立も整える。コックは、必要な食品の発注や、台所の維持管理、出入り商人との取引の管理にも責任をもつ。コックの地位にある者は、直接レディ（女主人、主人の奥方）に報告し指示を受けるか、ハウスキーパーに報告し指示を受ける。
コックは、台所で働く全員の監督をする。大所帯の場合、特に貴族や王族の宮廷では、巧みに組み上げられた複雑な階層制度が存在し、その最底辺には「キッチン・ボーイ (kitchen boy)」（「boy」という呼称にもかかわらず未成年とは限らない）がおり、さらに最も大規模なところでは一層細かい階層分化があり、その最下層は「spitboy」、「turnbrooch」と称され、熱い火のそばにとどまって、肉をあぶりながら向きを変える務めに就いていた。ヘンリー8世の時代のハンプトン・コート宮殿には、こうした最下層の下働きだけで6人がいた。
家事使用人としてのコックの領分と、ハウスキーパーなり執事の領分に関わる仕事をする者たちは「ビットウィーン・スタッフ (between staff)」と称されていたが、その監督責任を巡ってスタッフの間で諍いが起こることもしばしばであった。
家事労働者（家庭内労働者）の階層秩序において、コックは徒弟修行を経てその職に就くのが通常であり、多くの場合は（日本における下女中にあたる）キッチン・メイドから仕事を始めていた。
ただ、ヴィクトリア期の中流階級でも多くは家事使用人はせいぜい一人しか雇えなかったといわれており、つねに家事使用人が組織化されていたわけではない。
20世紀になって両大戦の間にこれらの家事使用人の多くは姿を消した。ガスレンジや給湯ヒーターの登場など家事の機械化によって家事使用人を雇わないで家事が行われるようになったためである。中流階級さらに上流階級でも家事使用人のいない家事の問題に直面することとなり、家庭内で引き受けなければならない家事労働の負担は大きくなったといわれている。
現代では家事労働者を雇用する家庭はごく少数であるが、コックは様々な家で家事労働の経験を積んだり料理学校で学んでいる。コックはハウスキーパーの仕事との兼務を求められることも多く、さらに掃除や育児まで務めることもある。コックの多くは、制服を身につけている。

## 有名なプライベート・コック
- マーガレット・パウエル（英語版）は、15歳でキッチン・メイドとして働き始め[4]、後にプライベート・コックとなった[5]。

## 大衆文化の中で
- クローィばあや (Aunt Chloe) - 『アンクル・トムの小屋』の中で、「ご近所で最初のコック (first cook in the neighborhood)」として言及されている登場人物
- アントジェミマ (Aunt Jemima) - パンケーキ・ミックスのブランド、その広告に登場する架空の人物